# Clássico do Futsal Gaúcho
O Clássico do Futsal Gaúcho é o confronto entre as equipes de futsal da Associação Carlos Barbosa de Futsal (ACBF), de Carlos Barbosa, e do Atlântico, de Erechim. Ambos os clubes mantém a hegemonia do futsal gaúcho e protagonizam embates equilibrados tanto no cenário estadual quanto no cenário nacional.

## História
A rivalidade do Atlântico com a Associação Carlos Barbosa de Futsal (ACBF) é considerada como a maior do estado do Rio Grande do Sul e um dos principais do país, sendo referida pela mídia como "Clássico do Futsal Gaúcho". O primeiro grande confronto entre as duas associações decidiu o Campeonato Gaúcho de Futsal de 2008 - Série Ouro, na qual a equipe barbosense triunfou por 3 - 2 fora de casa e foi vencedora daquela edição. Desde esta ocasião, pelo menos uma das duas esteve presente na final estadual. A revanche entre os dois clubes ocorreu três anos após, na qual o Atlântico saiu vencedor e com isso conquistou o seu primeiro troféu da competição, após vencer em Erechim e manter a igualdade na partida da volta.
Na edição seguinte, em 2012, a ACBF acabou por sagrar-se vencedora do torneio em território erechinense, ao derrotar o Atlântico na prorrogação por 3 - 1. Já na partida de volta pela decisão da Série Ouro de 2013, ocorreu a partida de maior polêmica entre as duas equipes. Como o Atlântico havia vencido o jogo de ida em Erechim por 4 - 3, a ACBF necessitava da vitória para encaminhar o confronto para a prorrogação. A equipe de Carlos Barbosa reverteu a decisão no tempo normal e venceu no tempo extra por 1 - 0, onde iniciou uma série de agressões mútuas entre atletas de ambas as equipes, totalizando dez expulsões e onze atletas advertidos com o cartão amarelo.
Uma das partidas de maior importância entre os dois clubes ocorreu nas semifinais da edição de 2013 da Taça Brasil de Futsal, disputada no Caldeirão do Galo, na qual o Atlântico venceu por 2 - 0 na prorrogação e avançou à final. Em 2016, os clubes protagonizaram mais duas decisões de torneios: em março, a ACBF venceu por 4 - 3 o Atlântico na decisão da Copa Gramado de Futsal, disputada na cidade gaúcha de Gramado. Em dezembro, ambas decidiram pela quinta vez a Série Ouro, na qual o Atlântico derrotou a ACBF por 2 - 1 em Carlos Barbosa e conquistou seu terceiro troféu.
A maior goleada registrada em favor da equipe de Erechim aconteceu em 24 de novembro de 2012, em uma partida no Caldeirão do Galo válida pela decisão da Série Ouro, encerrada em 7 - 4 para o Atlântico. Já a vitória pela maior diferença de gols pró-ACBF decorreu em 30 de outubro de 2012, em uma partida da mesma competição, na qual o time de Carlos Barbosa fez 7 - 2 atuando no Centro Municipal de Eventos Sérgio Luiz Guerra.